# Nagypáli
Nagypáli è un comune dell'Ungheria di 362 abitanti (dati 2001). È situato nella contea di Zala.